# Ellipteroides tridens
Ellipteroides tridens är en tvåvingeart som först beskrevs av Alexander 1979.  Ellipteroides tridens ingår i släktet Ellipteroides och familjen småharkrankar.
Artens utbredningsområde är Ecuador. Inga underarter finns listade i Catalogue of Life.